# Karl 1. af Bourbon
Karl 1. af Bourbon, født 1401, død 1456, var regerende hertug af Bourbon og greve af Forez, og hertug af Auvergne og greve af Montpensier 1434-1456.
Han arvede hertugdømmet Bourbon og grevskabet Forez af sin far og hertugdømmet Auvergne af sin mor.